# Port lotniczy Sybin
Port lotniczy Sybin (IATA: SBZ, ICAO: LRSB) – port lotniczy położony 3 km na południe od Sybina w okręgu Sybin w Rumunii.

## Linie lotnicze i połączenia
| Linia lotnicza       | Kierunek                                                                        |
| -------------------- | ------------------------------------------------------------------------------- |
| Austrian Airlines    | 1. Wiedeń                                                                       |
| Lufthansa            | 1. Monachium                                                                    |
| Sky Express (Greece) | Sezonowe czartery: 1. Heraklion                                                 |
| Wizz Air             | 1. Dortmund 2. Karlsruhe/Baden-Baden 3. Londyn-Luton 4. Memmingen 5. Norymberga |